# San José de Ocoa
San José de Ocoa é a capital da província homônima, na República Dominicana. Está localizado ao norte da província de Peravia e fazia parte desta província até 1 de janeiro de 2002.
Sua população estimada em 2012 era de 57 174 habitantes.